# Out d'or
Les Out d'or sont une cérémonie annuelle organisée en France par l'Association des journalistes LGBT depuis 2017. Cet événement récompense les initiatives médiatiques permettant la visibilité des problématiques LGBT.

## Concept
Organisée par l'AJL, la cérémonie des OUT d'or permet de récompenser des médias et des personnalités pour leur rôle à l’égard des problématiques et des personnes LGBT. Il s'agit du premier événement de ce type tenu en France.

## Cérémonies

### Out d'or 2017
La première édition se tient le 29 juin 2017 à la maison des Métallos à Paris.
Parmi les neuf prix, quatre valorisent les médias, quatre les engagements et un dernier consacre la « personnalité de l'année ». Dans cette dernière catégorie sont nommés Muriel Robin, Louis-Georges Tin, Thomas Beatie, Vincent Dedienne, Adrián De La Vega, Océan et Virginie Despentes.
La rédaction de la chaîne LCI fait part de son « honneur d'être nommée » avec une enquête réalisée sur l'adoption par les couples homosexuels.
Parmi les remettants figurent la journaliste Rokhaya Diallo, l'artiste Bambi, le footballeur Lilian Thuram, l'ancienne ministre Roselyne Bachelot et les journalistes Daphné Bürki et Claire Chazal. Lors de la soirée, l'animateur de TF1 Christophe Beaugrand raconte les messages homophobes qu'il a reçus après avoir fait son coming out.
Les prix attribués sont :
- Out d’or de la personnalité de l’année : le youtubeur trans Adrián de la Vega.
- Out d’or du documentaire : Devenir il ou elle, de Lorène Debaisieux et Lise Barnéoud.
- Out d’or de l’enquête : « La « double peine » des migrants homosexuels », un reportage de Blaise Gauquelin, paru le 11 octobre 2016 dans Le Monde[8].
- Out d’or de l’entreprise : Système U, pour une campagne publicitaire contre les stéréotypes sexistes des catalogues de jouets pour enfants.
- Out d’or de la rédaction engagée : L’Union-L’Ardennais.
- Out d’or de la presse étrangère : Novaïa Gazeta, pour avoir révélé en avril 2017 la persécution dont sont victimes les homosexuels en Tchétchénie.
- Out d’or de la personnalité politique : Chaynesse Khirouni.
- Out d’or du « coup de gueule » : Leïla Slimani, pour avoir condamné la pénalisation de l’homosexualité au Maroc et le contrôle du corps des femmes.
- Out d’or de la création artistique : Les films 120 battements par minute de Robin Campillo, et Ouvrir la voix d’Amandine Gay.

### Out d'or 2018
Une deuxième cérémonie se tient l'année suivante, le 19 juin 2018, également à la maison des Métallos à Paris. L'objectif prinicipal de cette édition est de récompenser la lutte contre les discours de haine et les infox.
Pour remettre les prix sont notamment présents le Défenseur des droits Jacques Toubon, la ministre des Sports Laura Flessel, la réalisatrice Amandine Gay, la comédienne Camille Cottin, la chanteuse Marianne James et le journaliste Augustin Trapenard.
Les prix attribués sont :
- Out d’or de la personnalité de l’année : l'acteur Jonas Ben Ahmed[12],[13], premier acteur trans dans une série française grand public (Plus belle la vie, France 3).
- Out d’or du documentaire : Élodie Font pour sa série de podcast Il était une fois la PMA diffusée par Cheek Magazine et pour le podcast Coming In diffusé sur Arte Radio.
- Out d'or de l'enquête : « Le malaise des patients LGBTI chez le médecin », de Marie-Violette Bernard et Louise Hemmerlé publié sur FranceInfo[14].
- Out d'or de la rédaction engagée : Le site RTL Girls[15].
- Out d'or du dessin engagé : Muriel Douru pour son livre Chroniques d'une citoyenne engagée.
- Out d’or de la presse étrangère : El Pais (Espagne) pour sa vidéo Journée de la visibilité lesbienne : 26 femmes font face («Día de la visibilidad lésbica : 26 mujeres dan la cara»)[16].
- Out d'or de la personnalité sportive : Marinette Pichon, ancienne capitaine de l'équipe de France de football.
- Out d’or du « coup de gueule » : Giovanna Rincon, militante pour les droits des trans, pour sa vidéo dénonçant l'insécurité des femmes transgenres dans l'espace public, sur le Huff Post[17].
- Out d’or de la création artistique : Eddy de Pretto pour son album Cure et Soufiane Ababri pour ses séries Bed Work et Haunted Lives.
- Out d'or de la chaîne Youtube : Mx Cordélia.

### Out d'or 2019
La troisième édition des Out d'or se déroule le 18 juin 2019 au Cabaret Sauvage à Paris, la cérémonie est co-présentée par Nora Bouazzouni et Tahnee[réf. souhaitée].
Les prix attribués sont :
- Out d'or de l'enquête : « Adoption par les couples homosexuels : “Uniquement pour des enfants atypiques” en Seine-Maritime », de Coralie Moreau (France Bleu Normandie) (remis par Marie Labory et Jean-Baptiste Marteau)[20],[21]
- Out d'or du meilleur podcast : « Miroir miroir », de Jennifer Padjemi (Binge Audio) (remis par Mélissa Laveaux)
- Out d'or de la personnalité LGBTI de l'année : Bilal Hassani (remis par Yuming Hey et Uèle Lamore)[22]
- Out d'or de la presse étrangère – Prix Xulhaz Mannan : média en ligne indépendant Raseef22 ( Liban) (remis par Grace Ly et Dolores Bakèla)
- Out d'or du documentaire : Les transidentités, racontées par les trans, de Perrine Kervran et Annabelle Brouard (France Culture) (remis par Julia Boyer)[23],[24]
- Out d'or de la rédaction engagée : L'Équipe (remis par Bruno Solo et Olga Volfson)[25]
- Out d'or du sport : Alexia Cerenys (remis par Elisa Rojas)[26],[27]
- Out d'or du coup d'éclat artistique : Crave, de Léonie Pernet et Skam France, réalisée par David Hourrègue (remis par Eddy de Pretto)[28]
- Out d'or d'honneur : Fred Sargeant et Flavia Rando

### OUT: l'émission (2020)
En juin 2020, dans le contexte de la crise sanitaire liée au Covid-19, la cérémonie est remplacée par OUT : l'émission, une émission consacrée au traitement médiatique du COVID et des violences policières.
Les invitées incluent Elisabeth Lebovici, Sihame Assbague, Nassira El Moaddem, Sandrine Ngatchou et Léonie Pernet. Marie Labory présente un segment de 90 minutes sur les mouvements sociaux contemporains.

### Out d'or 2021
La quatrième édition des Out d'or se déroule le 9 décembre 2021 à La Flèche d'or à Paris ; la cérémonie est co-présentée par Marie Labory et Tahnee[réf. nécessaire].
Les prix attribués sont : 
- Personnalité de l'année : Leslie Barbara Butch
- Out d’Or du documentaire à Lyes Houhou et Arnaud Bonnin pour « Il faut qu’on parle », diffusé sur Canal+, sur l’homosexualité dans le sport.
- Out d’Or de l’enquête/reportage aux journalistes David Perrotin et Youen Tanguy pour leur enquête sur le « suivi défaillant des jeunes LGBT » dans l’association le Refuge publiée dans Médiapart[31].
- Out d’Or de la presse étrangère aux Grenades RTBF pour leur article sur un double féminicide lesbophobe[32],[33].
- Out d'or du Coup d’éclat éditorial décerné au journal Le Quotidien de La Réunion pour sa une et son reportage sur la Marche des Fiertés.
- Coup d’éclat artistique à Catherine Corsini pour le film La Fracture.
- Out d’Or de la Révélation numérique à Jo Güstin, autrice du podcast « Contes et légendes du Queeristan » et à l’activiste trans Aggressively Trans.
- Out d’Or d’honneur à Dominique Costagliola, spécialiste du VIH en France, et Christophe Martet, ancien président d’Act Up-Paris et rédacteur en chef de Komitid.

### Out d'or 2023
Après une absence en 2022, la cinquième édition des Out d'or se déroule le 18 juin 2023 à l'hôtel Pullman Paris Montparnasse à Paris[réf. nécessaire] ; la cérémonie est co-présentée par Linh-Lan Dao et La Briochée.
Les prix attribués sont :
- OUT d'or de la Révélation numérique à Hugo Spini (@whereverhugo) sur Instagram, qui vulgarise des expositions d'un point de vue queer
- OUT d’Or de la presse étrangère à Ben Hunte (en) pour Vice Royaume-Uni pour ses enquêtes sur la transphobie de la nouvelle présidente de l'Equality and Human Rights Commission (en)
- OUT d'or du Coup d’éclat éditorial à Le Monde pour la Une et la série « Les années clandestines » d'Ariane Chemin sur la vie des hommes gays en France dans les années 1960 et 1970
- OUT d'or du documentaire pour Voyage au Gouinistan, un podcast sur le lesbianisme de la Radio télévision suisse et de Binge Audio par Aurélie Cuttat et Christine Gonzalez
- OUT d'or du coup d'éclat artistique à Yaël Langmann pour la série Chair tendre sur France.tv Slash
- OUT d’or de l’enquête ou du reportage à Sélène Agape pour le reportage « Mariage pour tous : Dix ans après, la difficile libération de la parole LGBT+ aux Antilles » pour 20 Minutes
- OUT d’or de la personnalité de l’année à Paloma